# Daryna Zevina
Daryna Zevina (ukrainien : Дарина Зевіна), née le 1er septembre 1994 à Kiev, est une nageuse ukrainienne, spécialiste du dos crawlé.
Elle a participé aux Jeux olympiques d'été de 2012 à Londres, obtenant comme meilleur résultat une douzième place au 200 m dos.

## Palmarès

### Championnats du monde
Grand bassin
- Championnats du monde juniors 2011 à Lima ( Pérou) :
  -  Médaille d'or sur 50 m dos
  -  Médaille d'or sur 100 m dos
  -  Médaille d'or sur 200 m dos

Petit bassin
- Championnats du monde 2012 à Istanbul ( Turquie) :
  -  Médaille d'or sur 200 m dos
- Championnats du monde 2014 à Doha ( Qatar) :
  -  Médaille de bronze sur 100 m dos

### Championnats d'Europe
Grand bassin
- Championnats d'Europe juniors 2009 à Prague ( République tchèque) :
  -  Médaille d'or sur 100 m dos
  -  Médaille d'or sur 200 m dos
  -  Médaille d'argent sur 50 m dos
- Championnats d'Europe juniors 2010 à Helsinki ( Finlande) :
  -  Médaille d'or sur 100 m dos
  -  Médaille d'argent sur 50 m dos
  -  Médaille d'argent sur 200 m dos
- Championnats d'Europe 2016 à Londres ( Royaume-Uni) :
  -  Médaille d'argent sur 200 m dos

Petit bassin
- Championnats d'Europe 2010 à Eindhoven ( Pays-Bas) :
  -  Médaille d'or sur 100 m dos
  -  Médaille de bronze sur 200 m dos
- Championnats d'Europe 2011 à Szczecin ( Pologne) :
  -  Médaille d'or sur 100 m dos
  -  Médaille d'or sur 200 m dos
- Championnats d'Europe 2012 à Chartres ( France) :
  -  Médaille d'or sur 100 m dos
  -  Médaille d'or sur 200 m dos
- Championnats d'Europe 2013 à Herning ( Danemark) :
  -  Médaille d'or sur 200 m dos
  -  Médaille de bronze sur 100 m dos